# Technomyrmex butteli
Technomyrmex butteli är en myrart som beskrevs av Auguste-Henri Forel 1913. Technomyrmex butteli ingår i släktet Technomyrmex och familjen myror. Inga underarter finns listade i Catalogue of Life.